# FIVB World Tour 2018/19 der Frauen
Die FIVB World Tour 2018/19 der Frauen bestand aus 44 Beachvolleyball-Turnieren. Diese waren in Kategorien eingeteilt, die durch Sterne bezeichnet wurden. Zwei Major-Turniere gehörten in die Kategorie mit fünf Sternen, elf Turniere hatten vier Sterne, fünf drei Sterne, sechs zwei Sterne und zwanzig Turniere waren mit einem Stern am geringsten bewertet. Hinzu kamen die Weltmeisterschaft in Hamburg und das Saisonfinale in Rom.

## Turniere

### Übersicht
Die folgende Tabelle zeigt alle Turniere der FIVB World Tour 2018/19.
| Austragungsort | Land                | Kategorie         | Datum                             |
| -------------- | ------------------- | ----------------- | --------------------------------- |
| Siófok         | Ungarn              | 1 Stern           | 23. bis 26. August 2018           |
| Montpellier    | Frankreich          | 1 Stern           | 28. August bis 1. September 2018  |
| Zhongwei       | Volksrepublik China | 2 Sterne          | 13. bis 16. September 2018        |
| Qinzhou        | Volksrepublik China | 3 Sterne          | 30. September bis 4. Oktober 2018 |
| Yangzhou       | Volksrepublik China | 4 Sterne          | 10. bis 14. Oktober 2018          |
| Las Vegas      | Vereinigte Staaten  | 4 Sterne          | 17. bis 21. Oktober 2018          |
| Chetumal       | Mexiko              | 3 Sterne          | 24. bis 28. Oktober 2018          |
| Ljubljana      | Slowenien           | 1 Stern           | 29. November bis 2. Dezember 2018 |
| Den Haag       | Niederlande         | 4 Sterne          | 2. bis 6. Januar 2019             |
| Phnom Penh     | Kambodscha          | 2 Sterne          | 21. bis 24. Februar 2019          |
| Visakhapatnam  | Indien              | 1 Stern           | 28. Februar bis 3. März 2019      |
| Sydney         | Australien          | 3 Sterne          | 6. bis 10. März 2019              |
| Battambang     | Kambodscha          | 1 Stern           | 4. bis 7. April 2019              |
| Satun          | Thailand            | 1 Stern           | 8. bis 11. April 2019             |
| Langkawi       | Malaysia            | 1 Stern           | 11. bis 14. April 2019            |
| Göteborg       | Schweden            | 1 Stern           | 18. bis 21. April 2019            |
| Xiamen         | Volksrepublik China | 4 Sterne          | 24. bis 28. April 2019            |
| Kuala Lumpur   | Malaysia            | 3 Sterne          | 1. bis 5. Mai 2019                |
| Tuần Châu      | Vietnam             | 1 Stern           | 9. bis 12. Mai 2019               |
| Itapema        | Brasilien           | 4 Sterne          | 15. bis 19. Mai 2019              |
| Aydın          | Türkei              | 2 Sterne          | 16. bis 19. Mai 2019              |
| Jinjiang       | Volksrepublik China | 4 Sterne          | 22. bis 26. Mai 2019              |
| Boracay        | Philippinen         | 1 Stern           | 23. bis 26. Mai 2019              |
| Ostrava        | Tschechien          | 4 Sterne          | 29. Mai bis 2. Juni 2019          |
| Nantong        | Volksrepublik China | 2 Sterne          | 30. Mai bis 2. Juni 2019          |
| Nanjing        | Volksrepublik China | 2 Sterne          | 6. bis 9. Juni 2019               |
| Baden          | Österreich          | 1 Stern           | 6. bis 9. Juni 2019               |
| Warschau       | Polen               | 4 Sterne          | 12. bis 16. Juni 2019             |
| Hamburg        | Deutschland         | Weltmeisterschaft | 28. Juni bis 6. Juli 2019         |
| Qidong         | Volksrepublik China | 2 Sterne          | 4. bis 7. Juli 2019               |
| Gstaad         | Schweiz             | 5 Sterne          | 9. bis 14. Juli 2019              |
| Daegu          | Südkorea            | 1 Stern           | 11. bis 14. Juli 2019             |
| Alba Adriatica | Italien             | 1 Stern           | 12. bis 14. Juli 2019             |
| Espinho        | Portugal            | 4 Sterne          | 17. bis 20. Juli 2019             |
| Edmonton       | Kanada              | 3 Sterne          | 17. bis 21. Juli 2019             |
| Tokio          | Japan               | 4 Sterne          | 24. bis 28. Juli 2019             |
| Wien           | Österreich          | 5 Sterne          | 31. Juli bis 4. August 2019       |
| Ljubljana      | Slowenien           | 1 Stern           | 1. bis 3. August 2019             |
| Vaduz          | Liechtenstein       | 1 Stern           | 7. bis 10. August 2019            |
| Miguel Pereira | Brasilien           | 1 Stern           | 8. bis 11. August 2019            |
| Budapest       | Ungarn              | 1 Stern           | 8. bis 11. August 2019            |
| Moskau         | Russland            | 4 Sterne          | 14. bis 18. August 2019           |
| Knokke-Heist   | Belgien             | 1 Stern           | 15. bis 18. August 2019           |
| Rubavu         | Ruanda              | 1 Stern           | 21. bis 24. August 2019           |
| Zhongwei       | Volksrepublik China | 2 Sterne          | 22. bis 25. August 2019           |
| Rom            | Italien             | Saisonfinale      | 4. bis 8. September 2019          |

### Qinzhou
3 Sterne, 30. September bis 4. Oktober 2018
| Platz | Team                                    |
| ----- | --------------------------------------- |
| 1     | Ana Patrícia Ramos / Rebecca Cavalcanti |
| 2     | Marta Menegatti / Viktoria Orsi Toth    |
| 3     | Kelly Claes / Sarah Sponcil             |
| 4     | Jekaterina Birlowa / Jewgenija Ukolowa  |
| 5     | Wang Fan / Xue Chen                     |
| 5     | Andrea Štrbová / Natália Dubovcová      |
| 5     | Betsi Flint / Emily Day                 |
| 5     | Kelly Reeves / Brittany Howard          |

### Yangzhou
4 Sterne, 10. bis 14. Oktober 2018
| Platz | Team                                    |
| ----- | --------------------------------------- |
| 1     | April Ross / Alix Klineman              |
| 2     | Ana Patrícia Ramos / Rebecca Cavalcanti |
| 3     | Summer Ross / Sara Hughes               |
| 4     | Melissa Humana-Paredes / Sarah Pavan    |
| 5     | Bárbara Seixas / Fernanda Alves         |
| 5     | Wang Fan / Xue Chen                     |
| 5     | Tīna Graudiņa / Anastasija Kravčenoka   |
| 5     | Jekaterina Birlowa / Jewgenija Ukolowa  |

### Las Vegas
4 Sterne, 17. bis 21. Oktober 2018
| Platz | Team                                    |
| ----- | --------------------------------------- |
| 1     | Heather Bansley / Brandie Wilkerson     |
| 2     | Melissa Humana-Paredes / Sarah Pavan    |
| 3     | Maria Antonelli / Carol Solberg         |
| 4     | Ana Patrícia Ramos / Rebecca Cavalcanti |
| 5     | Marta Menegatti / Viktoria Orsi Toth    |
| 5     | Nina Betschart / Tanja Hüberli          |
| 5     | Betsi Flint / Emily Day                 |
| 5     | Kelley Larsen / Emily Stockman          |

### Chetumal
3 Sterne, 24. bis 28. Oktober 2018
| Platz | Team                                 |
| ----- | ------------------------------------ |
| 1     | Heather Bansley / Brandie Wilkerson  |
| 2     | Caitlin Ledoux / Geena Urango        |
| 3     | Brooke Sweat / Kerri Walsh           |
| 4     | Megan McNamara / Nicole McNamara     |
| 5     | Maria Clara Salgado / Elize Maia     |
| 5     | Tainá Silva / Victória Lopes         |
| 5     | Zaira Orellana / Martha Revuelta     |
| 5     | Marija Botscharowa / Marija Woronina |

### Den Haag
4 Sterne, 2. bis 6. Januar 2019
| Platz | Team                                    |
| ----- | --------------------------------------- |
| 1     | Ana Patrícia Ramos / Rebecca Cavalcanti |
| 2     | Kelly Claes / Sarah Sponcil             |
| 3     | Taru Lahti/Anniina Parkkinen            |
| 4     | April Ross / Alix Klineman              |
| 5     | Liliana Fernández / Elsa Baquerizo      |
| 5     | Kim Behrens / Sandra Ittlinger          |
| 5     | Sanne Keizer / Madelein Meppelink       |
| 5     | Andrea Štrbová / Natália Dubovcová      |

### Sydney
3 Sterne, 5. bis 10. März 2019
| Platz | Team                                     |
| ----- | ---------------------------------------- |
| 1     | Nicole Laird / Becchara Palmer           |
| 2     | Betsi Flint / Emily Day                  |
| 3     | Brooke Sweat / Kerri Walsh               |
| 4     | Wang Fan / Xia Xinyi                     |
| 5     | Lin Meimei / Zeng Jinjin                 |
| 5     | Karla Borger / Julia Sude                |
| 5     | Vasiliki Arvaniti / Panagiota Karagkouni |
| 5     | Megumi Murakami / Miki Ishii             |

### Xiamen
4 Sterne, 23. bis 28. April 2019
| Platz | Team                                    |
| ----- | --------------------------------------- |
| 1     | Ana Patrícia Ramos / Rebecca Cavalcanti |
| 2     | Barbora Hermannová / Markéta Sluková    |
| 3     | Mariafe Artacho / Taliqua Clancy        |
| 4     | Summer Ross / Sara Hughes               |
| 5     | Talita Antunes / Taiana Lima            |
| 5     | Heather Bansley / Brandie Wilkerson     |
| 5     | Melissa Humana-Paredes / Sarah Pavan    |
| 5     | April Ross / Alix Klineman              |

### Kuala Lumpur
3 Sterne, 30. April bis 4. Mai 2019
| Platz | Team                                 |
| ----- | ------------------------------------ |
| 1     | Barbora Hermannová / Markéta Sluková |
| 2     | Brooke Sweat / Kerri Walsh           |
| 3     | Karla Borger / Julia Sude            |
| 4     | Paula Soria / María Belén Carro      |
| 5     | Victoria Bieneck / Isabel Schneider  |
| 5     | Megumi Murakami / Miki Ishii         |
| 5     | Andrea Štrbová / Natália Dubovcová   |
| 5     | Amanda Dowdy / Corinne Quiggle       |

### Itapema
4 Sterne, 15. bis 19. Mai 2019
| Platz | Team                                       |
| ----- | ------------------------------------------ |
| 1     | April Ross / Alix Klineman                 |
| 2     | Melissa Humana-Paredes / Sarah Pavan       |
| 3     | Heather Bansley / Brandie Wilkerson        |
| 4     | Marleen van Iersel / Joy Stubbe            |
| 5     | Ágatha Bednarczuk / Duda Lisboa            |
| 5     | Talita Antunes / Taiana Lima               |
| 5     | Swetlana Cholomina / Nadeschda Makrogusowa |
| 5     | Brooke Sweat / Kerri Walsh                 |

### Jinjiang
4 Sterne, 22. bis 26. Mai 2019
| Platz | Team                                    |
| ----- | --------------------------------------- |
| 1     | Brooke Sweat / Kerri Walsh              |
| 2     | Mariafe Artacho / Taliqua Clancy        |
| 3     | Ana Patrícia Ramos / Rebecca Cavalcanti |
| 4     | Ágatha Bednarczuk / Duda Lisboa         |
| 5     | Maria Antonelli / Carol Solberg         |
| 5     | Talita Antunes / Taiana Lima            |
| 5     | Karla Borger / Julia Sude               |
| 5     | Kelly Claes / Sarah Sponcil             |

### Ostrava
4 Sterne, 29. Mai bis 2. Juni 2019
| Platz | Team                                    |
| ----- | --------------------------------------- |
| 1     | Ágatha Bednarczuk / Duda Lisboa         |
| 2     | Ana Patrícia Ramos / Rebecca Cavalcanti |
| 3     | Sanne Keizer / Madelein Meppelink       |
| 4     | Brooke Sweat / Kerri Walsh              |
| 5     | Bárbara Seixas / Fernanda Alves         |
| 5     | Heather Bansley / Brandie Wilkerson     |
| 5     | Taru Lahti/Anniina Parkkinen            |
| 5     | April Ross / Alix Klineman              |

### Warschau
4 Sterne, 12. bis 16. Juni 2019
| Platz | Team                                       |
| ----- | ------------------------------------------ |
| 1     | Mariafe Artacho / Taliqua Clancy           |
| 2     | Kelley Larsen / Emily Stockman             |
| 3     | Ágatha Bednarczuk / Duda Lisboa            |
| 4     | Maria Antonelli / Carol Solberg            |
| 5     | Ana Patrícia Ramos / Rebecca Cavalcanti    |
| 5     | Melissa Humana-Paredes / Sarah Pavan       |
| 5     | Swetlana Cholomina / Nadeschda Makrogusowa |
| 5     | April Ross / Alix Klineman                 |

### Hamburg
Weltmeisterschaft, 28. Juni bis 6. Juli 2019
| Platz | Team                                       |
| ----- | ------------------------------------------ |
| 1     | Melissa Humana-Paredes / Sarah Pavan       |
| 2     | April Ross / Alix Klineman                 |
| 3     | Mariafe Artacho / Taliqua Clancy           |
| 4     | Nina Betschart / Tanja Hüberli             |
| 5     | Bárbara Seixas / Fernanda Alves            |
| 5     | Marta Menegatti / Viktoria Orsi Toth       |
| 5     | Swetlana Cholomina / Nadeschda Makrogusowa |
| 5     | Summer Ross / Sara Hughes                  |

### Gstaad
Major 5 Sterne, 8. bis 14. Juli 2019
| Platz | Team                                    |
| ----- | --------------------------------------- |
| 1     | April Ross / Alix Klineman              |
| 2     | Maria Antonelli / Carol Solberg         |
| 3     | Ana Patrícia Ramos / Rebecca Cavalcanti |
| 4     | Nina Betschart / Tanja Hüberli          |
| 5     | Melissa Humana-Paredes / Sarah Pavan    |
| 5     | Sanne Keizer / Madelein Meppelink       |
| 5     | Andrea Štrbová / Natália Dubovcová      |
| 5     | Brooke Sweat / Kerri Walsh              |

| Platz | Team                                       |
| ----- | ------------------------------------------ |
| 9     | Ágatha / Duda                              |
| 9     | Bárbara Seixas / Fernanda Alves            |
| 9     | Talita Antunes / Taiana Lima               |
| 9     | Heather Bansley / Brandie Wilkerson        |
| 9     | Barbora Hermannová / Markéta Sluková       |
| 9     | Liliana Fernández / Elsa Baquerizo         |
| 9     | Tīna Graudiņa / Anastasija Kravčenoka      |
| 9     | Swetlana Cholomina / Nadeschda Makrogusowa |

### Espinho
4 Sterne, 17. bis 20. Juli 2019
| Platz | Team                                       |
| ----- | ------------------------------------------ |
| 1     | Swetlana Cholomina / Nadeschda Makrogusowa |
| 2     | Kelly Claes / Sarah Sponcil                |
| 3     | Ana Patrícia Ramos / Rebecca Cavalcanti    |
| 4     | Ágatha Bednarczuk / Duda Lisboa            |
| 5     | Liliana Fernández / Elsa Baquerizo         |
| 5     | Vasiliki Arvaniti / Panagiota Karagkouni   |
| 5     | Kelley Larsen / Emily Stockman             |
| 5     | Brooke Sweat / Kerri Walsh                 |

### Edmonton
3 Sterne, 17. bis 21. Juli 2019
| Platz | Team                                     |
| ----- | ---------------------------------------- |
| 1     | Melissa Humana-Paredes / Sarah Pavan     |
| 2     | Betsi Flint / Emily Day                  |
| 3     | Azusa Futami / Akiko Hasegawa            |
| 4     | Nicole Laird / Becchara Palmer           |
| 5     | Alexia Richard / Lézana Placette         |
| 5     | Ayumi Kusano / Takemi Nishibori          |
| 5     | Monika Brzostek / Aleksandra Gromadowska |
| 5     | Kelly Reeves / Kimberly DiCello          |

### Tokio
4 Sterne, 24. bis 28. Juli 2019
| Platz | Team                                 |
| ----- | ------------------------------------ |
| 1     | Ágatha Bednarczuk / Duda Lisboa      |
| 2     | April Ross / Alix Klineman           |
| 3     | Heather Bansley / Brandie Wilkerson  |
| 4     | Karla Borger / Julia Sude            |
| 5     | Melissa Humana-Paredes / Sarah Pavan |
| 5     | Sanne Keizer / Madelein Meppelink    |
| 5     | Kelly Claes / Sarah Sponcil          |
| 5     | Brooke Sweat / Kerri Walsh           |

### Wien
Major 5 Sterne, 31. Juli bis 4. August 2019
| Platz | Team                                 |
| ----- | ------------------------------------ |
| 1     | Melissa Humana-Paredes / Sarah Pavan |
| 2     | Maria Antonelli / Carol Solberg      |
| 3     | Ágatha Bednarczuk / Duda Lisboa      |
| 4     | Talita Antunes / Taiana Lima         |
| 5     | Barbora Hermannová / Markéta Sluková |
| 5     | Margareta Kozuch / Laura Ludwig      |
| 5     | Nina Betschart / Tanja Hüberli       |
| 5     | Kelley Larsen / Emily Stockman       |

| Platz | Team                                    |
| ----- | --------------------------------------- |
| 9     | Schützenhöfer/Plesiutschnig             |
| 9     | Ana Patrícia Ramos / Rebecca Cavalcanti |
| 9     | Bárbara Seixas / Fernanda Alves         |
| 9     | Wang Fan / Xia Xinyi                    |
| 9     | Marleen van Iersel / Joy Stubbe         |
| 9     | Kinga Kołosińska / Katarzyna Kociołek   |
| 9     | Kelly Claes / Sarah Sponcil             |
| 9     | April Ross / Alix Klineman              |

### Moskau
4 Sterne, 14. bis 18. August 2019
| Platz | Team                                    |
| ----- | --------------------------------------- |
| 1     | Joana Heidrich / Anouk Vergé-Dépré      |
| 2     | Talita Antunes / Taiana Lima            |
| 3     | Brooke Sweat / Kerri Walsh              |
| 4     | Karla Borger / Julia Sude               |
| 5     | Marta Menegatti / Viktoria Orsi Toth    |
| 5     | Ana Patrícia Ramos / Rebecca Cavalcanti |
| 5     | Liliana Fernández / Elsa Baquerizo      |
| 5     | Kelly Claes / Sarah Sponcil             |

### Rom
Saisonfinale, 4 bis 8. September 2019
| Platz | Team                                    |
| ----- | --------------------------------------- |
| 1     | Margareta Kozuch / Laura Ludwig         |
| 2     | Ágatha Bednarczuk / Duda Lisboa         |
| 3     | Ana Patrícia Ramos / Rebecca Cavalcanti |
| 4     | Joana Heidrich / Anouk Vergé-Dépré      |
| 5     | Melissa Humana-Paredes / Sarah Pavan    |
| 5     | Wang Fan / Xia Xinyi                    |
| 5     | Barbora Hermannová / Markéta Sluková    |
| 5     | Liliana Fernández / Elsa Baquerizo      |

| Platz | Team                                  |
| ----- | ------------------------------------- |
| 9     | Victoria Bieneck / Isabel Schneider   |
| 9     | Marta Menegatti / Viktoria Orsi Toth  |
| 9     | Tīna Graudiņa / Anastasija Kravčenoka |
| 9     | Sanne Keizer / Madelein Meppelink     |
| 9     | Nina Betschart / Tanja Hüberli        |
| 9     | Kelly Claes / Sarah Sponcil           |
| 9     | April Ross / Alix Klineman            |
| 9     | Kelley Larsen / Emily Stockman        |

## Auszeichnungen des Jahres 2019
| FIVB Tour Champion                                     | Melissa Humana-Paredes / Sarah Pavan  |
| Herausragendste Mannschaft (Most Outstanding Team)     | Melissa Humana-Paredes / Sarah Pavan  |
| Herausragendste Spielerin (Most Outstanding Player)    | Eduarda Santos Lisboa („Duda“)        |
| Beste Zuspielerin (Best Setter)                        | Melissa Humana-Paredes                |
| Beste Aufschlägerin (Best Server)                      | Eduarda Santos Lisboa („Duda“)        |
| Beste Blockerin (Best Blocker)                         | Sarah Pavan                           |
| Beste offensive Spielerin (Best Offensive Player)      | Eduarda Santos Lisboa („Duda“)        |
| Beste defensive Spielerin (Best Defensive Player)      | Melissa Humana-Paredes                |
| Am meisten verbesserte Mannschaft (Most Improved Team) | Tīna Graudiņa / Anastasija Kravčenoka |
| Unterhaltsamste Spielerin (Most Entertaining Player)   | Laura Ludwig                          |